# Vœlfling-lès-Bouzonville
Vœlfling-lès-Bouzonville è un comune francese di 189 abitanti situato nel dipartimento della Mosella nella regione del Grand Est.

## Società

### Evoluzione demografica
Abitanti censiti